# Takuya Izawa
 (août 2025).
Si vous disposez d'ouvrages ou d'articles de référence ou si vous connaissez des sites web de qualité traitant du thème abordé ici, merci de compléter l'article en donnant les références utiles à sa vérifiabilité et en les liant à la section « Notes et références ».
Takuya Izawa (伊沢拓也, Izawa Takuya) est un pilote automobile japonais né le 1er juin 1984 à Tokyo au Japon. Il participe depuis 2008 au championnat de Super GT. Il a également participé à la Formule Nippon de 2008 à 2012, à la Super Formula de 2013 à 2018, et au GP2 Series en 2014.

## Carrière

### Formules de promotion (2002-2007)
Izawa commence sa carrière en karting en 1995, où il reste actif jusqu'en 2001. En 2002, il commence sa carrière en sport automobile dans les formules de promotion. Il commence par la Formule 4 japonaise où il termine cinquième du championnat. Il participe également à deux courses de la Formule Renault 2.0 Allemande.
En 2003, Izawa entame une campagne entre le Japon et l'Europe. Au Japon, il termine cinquième du championnat de Formula Dream. En Europe, il débute à la fois en Formule Renault allemande, où il termine septième, et en Formula Renault 2.0 Masters 2000, où il n'inscrit aucun point. Il participe également à quelques courses de la Formule Renault 2.0 néerlandaise où il se classe vingt-neuvième.
Dans les années qui suivirent, Izawa participe principalement à des courses au Japon. En 2004, il termine troisième de la Formula Dream, tandis qu'en 2005, il se classe quatrième de cette catégorie. En 2006, il est passé à la Formule 3 japonaise, où il termine sixième en 2006 avec deux victoires et six podiums puis sixième en 2007 avec deux podiums.

### Formule Nippon (2008-2013)
En 2008, Izawa débute en Formule Nippon pour Autobacs Racing Team Aguri. Avec la dixième place comme meilleur résultat, il termine dixième du championnat. En 2009, il s'engage de nouveau à la fois en Formule Nippon et en Super GT. En Formule Nippon, il rejoint l'équipe Dandelion Racing et termine huitième avec une deuxième place comme meilleur résultat. En 2010, il continue à piloter en Formule Nippon avec Dandelion. I termine onzième du championnat avec une cinquième place pour meilleur résultat.
En 2011, il court de nouveau pour Dandelion. Avec la quatrième place comme meilleur résultat, il termine neuvième du championnat. En 2012, Izawa connait un grand succès en Formule Nippon, terminant troisième du championnat avec deux victoires.
En 2013, Izawa participe à sa sixième saison du championnat, qui change son nom en Super Formula. Il remporte immédiatement la première course de la saison et se classe septième du championnat.

### GP2 Series (2014)

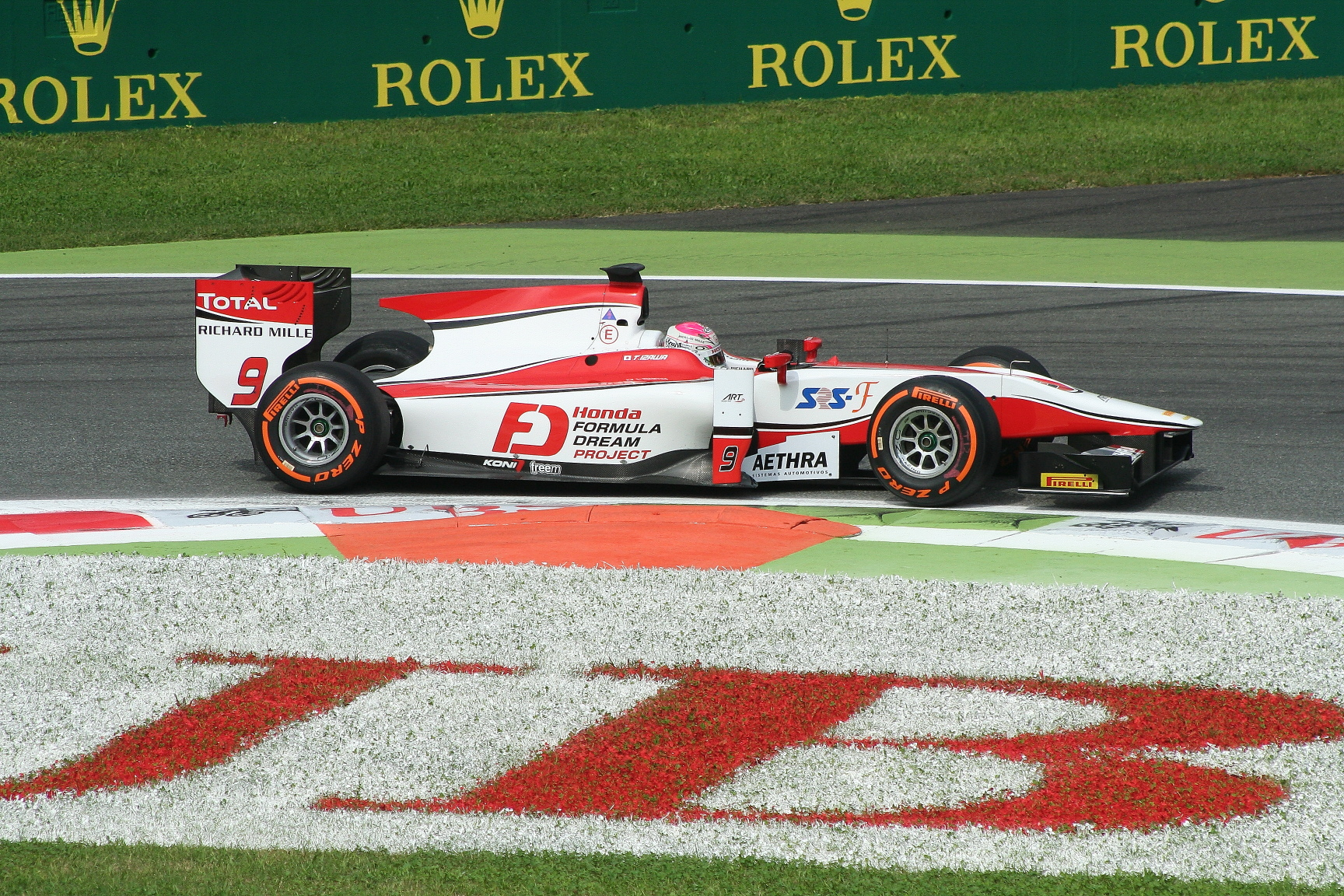
Takuya Izawa en GP2 Series en 2014 à Monza.

En 2014, Izawa participe au GP2 Series au sein de l'équipe ART Grand Prix où il fait équipe avec le protégé de McLaren, Stoffel Vandoorne. Il marque ses premiers points à Bahreïn en terminant sixième de la course 1. À Monaco, il abandonne lors des deux courses. Au Red Bull Ring, il termine les deux courses dans les points puis au Hungaroring, il décroche son seul podium de la saison. Alors que Vandoorne termine vice-champion derrière Jolyon Palmer, Izawa et ne termine que dix-huitième du championnat avec 26 points, très loin de son coéquipier.

### Super GT

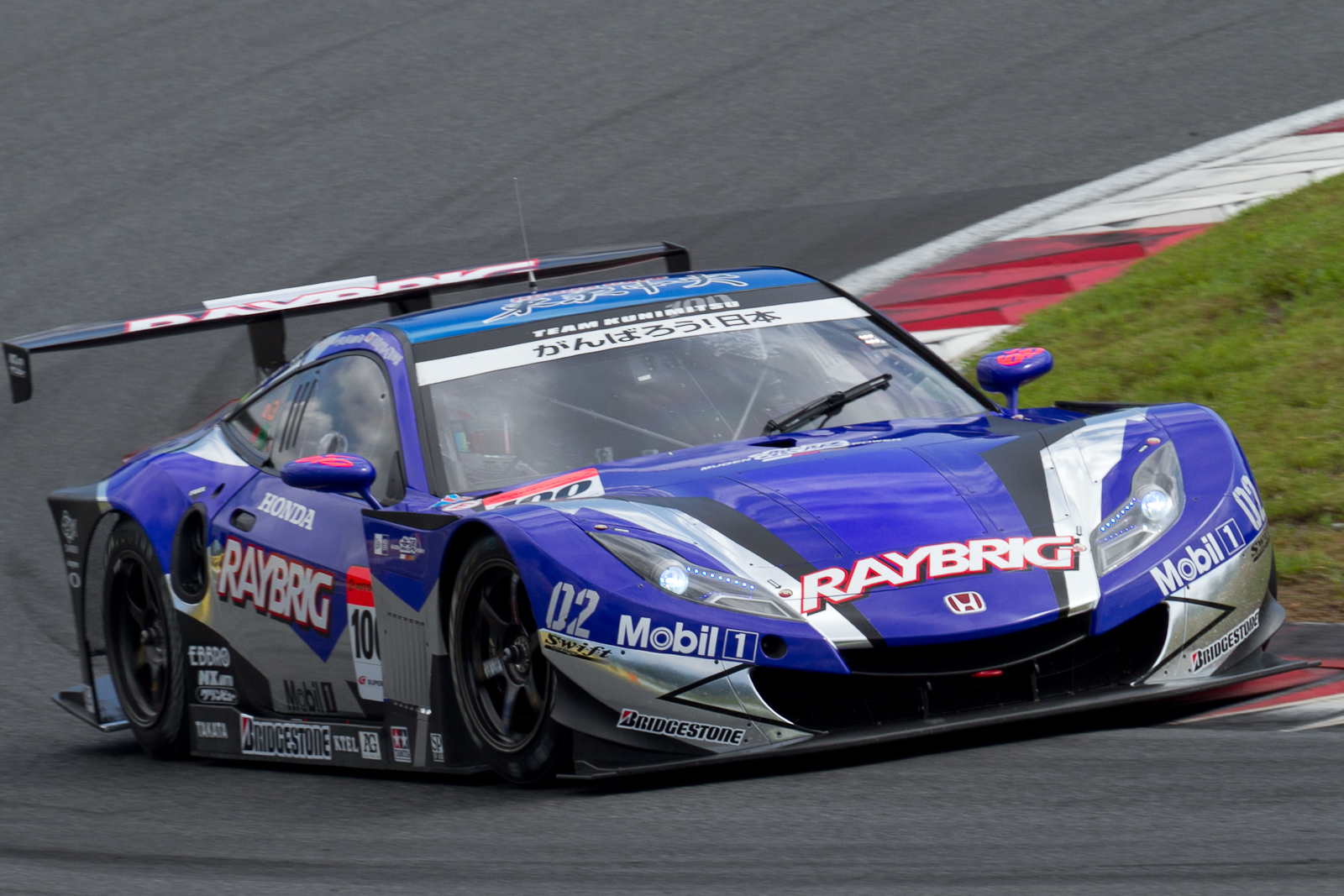
Takuya Izawa en Super GT en 2011 à Fuji.

En 2007, il a participé à sa première course de Super GT, terminant 22e du championnat. En 2008, Il débute en Super GT et termine huitième du championnat avec trois podiums. En 2009, il eut plus de succès, terminant deuxième du championnat avec deux victoires. En 2010, il se classe huitième du championnat avec deux podiums. En 2011, il termine également neuvième du championnat avec un podium. En 2012, il eut moins de succès, mais réussit à terminer cinquième avec deux places sur le podium. En 2013, il remporte la première course de la saison et se classe neuvième du championnat. Il participe également à un week-end de course dans le championnat du monde des voitures de tourisme sur le circuit de Suzuka pour Honda Racing Team JAS, où il termine douzième dans la première course, et abandonne ensuite dans la deuxième course.

## Résultats en compétition automobile

### Résultats en formules de promotion
| Saison | Championnat                      | Écurie            | Courses | Victoires | Pole positions | Meilleurs tours | Podiums | Points | Classement |
| ------ | -------------------------------- | ----------------- | ------- | --------- | -------------- | --------------- | ------- | ------ | ---------- |
| 2002   | Formule Renault 2.0 Allemagne    | Ma-Con Racing     | 2       | 0         | 0              | 0               | 0       | 2      | 37e        |
| 2003   | Formula Dream Japan              | Super Aguri       | ?       | ?         | ?              | ?               | ?       | ?      | ?e         |
| 2003   | Formula Renault 2.0 Masters 2000 | Ma-Con Racing     | 8       | 0         | 0              | 0               | 1       | 0      | 27e        |
| 2003   | Formule Renault 2.0 Allemagne    | Ma-Con Racing     | 14      | 0         | 0              | 2               | 1       | 147    | 7e         |
| 2003   | Formule Renault 2.0 Nederland    | écurie inconnue   | ?       | 0         | 0              | 0               | 0       | 10     | 29e        |
| 2004   | Formula Dream Japan              | Super Aguri       | ?       | ?         | ?              | ?               | ?       | ?      | ?e         |
| 2004   | Formule Renault 2.0 Allemagne    | SL Formula Racing | 2       | 0         | 0              | 0               | 0       | 12     | 36e        |
| 2005   | Formula Dream Japan              | Super Aguri       | ?       | ?         | ?              | ?               | ?       | ?      | ?e         |
| 2006   | Formule 3 japonaise              | Honda Toda Racing | 18      | 2         | 0              | 0               | 6       | 151    | 6e         |
| 2007   | Formule 3 japonaise              | Honda Team Real   | 20      | 0         | 0              | 0               | 2       | 120    | 6e         |
| 2014   | GP2 Series                       | ART Grand Prix    | 22      | 0         | 0              | 0               | 1       | 26     | 18e        |

### Résultats en GP2 Series
| Saison | Ecurie         | 1   | 1   | 2   | 2   | 3   | 3   | 4   | 4   | 5   | 5   | 6   | 6   | 7   | 7   | 8   | 8   | 9   | 9   | 10  | 10  | 11  | 11  | Pos | Points |
| ------ | -------------- | --- | --- | --- | --- | --- | --- | --- | --- | --- | --- | --- | --- | --- | --- | --- | --- | --- | --- | --- | --- | --- | --- | --- | ------ |
| 2014   | ART Grand Prix | SAK | SAK | BAR | BAR | MON | MON | SPI | SPI | SIL | SIL | HOC | HOC | BUD | BUD | SPA | SPA | MNZ | MNZ | SOC | SOC | YMC | YMC | 18e | 26     |
| 2014   | ART Grand Prix | 6   | 12  | 20  | 13  | Abd | Abd | 9   | 8   | 16  | 23† | 13  | 19  | 3   | 21† | 16  | 22  | Abd | 14  | 20  | 22  | 13  | 10  | 18e | 26     |